# Son Fullana
Son Fullana és una possessió del terme municipal de Llucmajor, Mallorca, situada al nord-est, a la carretera que uneix Llucmajor amb Porreres.
El 1461 era coneguda per Rafal d'en Fullana, el 1578 rebia el nom d'es Pujol i estava dividida en dues possessions, una de Joan Fullana i anomenada Son Fullana des Pujol, i l'altra d'Antoni Fullana. Té cases i molí de sang. Estaven dedicades a vinya i a conreus de cereals i lleguminoses. Posteriorment hi hagué noves segregacions. També s'hi extragué marès i, actualment, en les seves pedreres s'hi cultiven xampinyons.

## Construccions
Les cases de la possessió es disposen en forma d'una "L" i integren l'habitatge humà i diverses dependències agropecuàries: una portassa coberta amb volta de canó, un forn, un celler i cups. També n'hi ha d'altres de forma aïllada, entorn de la casa: tres barraques de bestiar, un galliner, un molí de vent fariner, uns sestadors construïts recentment i una era. L'habitatge té dues altures: planta baixa i porxo. La façana principal, orientada al sud-est, presenta una disposició asimètrica de les obertures. La planta baixa consta d'un portal d'arc de mig punt amb llindar, dovelles i carcanyols, flanquejat per un finestró atrompetat i una finestra allindanada amb ampit motllurat. Al costat del portal hi ha un pedrís adossat a la façana. Hi ha un rellotge de sol a un cantó de la façana principal, documentat al segle xix. Com a instal·lacions hidràuliques hi ha una cisterna i dos aljubs, un d'ells amb dos colls.